# Alison Streeterová
Alison Streeterová (* 1964) je britská dálková plavkyně. Je držitelkou řady rekordů, pro které je přezdívána „královna Lamanšského průlivu“. Překonala ho 43krát, což je nejvyšší počet na světě (držitel mužského rekordu Kevin Murphy jej přeplaval 34krát). Je také první ženou, která kanál La Manche přeplavala nonstop třikrát, přičemž v historii to dokázali pouze čtyři lidé. Alison Streeterové se to podařilo v roce 1990 v čase 34 hodin a 40 minut.
V roce 1991 ji za její plavecké výkony spojené s charitativní činností britská královna ocenila Řádem britského impéria. Dosud se Alison Streeterové podařilo na charitativní účely získat téměř čtyři miliony korun (více než 120 tisíc liber).